# Wilhelm Adam
Pour les articles homonymes, voir Adam (homonymie).

Wilhelm Adam (15 septembre 1877 - 8 avril 1949) est un militaire allemand. Il servit dans l'Armée bavaroise, dans la Reichswehr et dans la Wehrmacht. Hostile à Adolf Hitler, Wilhelm Adam s'oppose à la politique étrangère du Führer et est relevé de son commandement en 1938. De 1939 à 1943, il fut général (Generaloberst) de la Heer, l'armée de terre.

## Biographie
Wilhelm Adam nait à Ansbach le 15 septembre 1877 et est le fils d'un homme d'affaires. En 1897, il rejoint l'Armée bavaroise en intégrant une unité ferroviaire. À partir de 1907, Adam étudie à l'académie bavaroise de guerre (de), et ce jusqu'en 1910.
Lorsqu'éclate la Première Guerre mondiale, Wilhelm Adam combat brièvement en tant que chef de compagnie d'une unité de génie bavaroise. Vers la fin de l'année 1914, il devient officier-général à l'état-major du haut-commandement de l'armée allemande. Dans les jours qui suivent la fin du conlit, l'officier participe à la répression de la République des conseils de Bavière. Officier de liaison auprès des autorités bavaroises réfugiées à Bayreuth, Wilhelm Adam prévient ses supérieurs berlinois de la fondation de cet État communiste. La République des conseils est alors réprimée dans le sang par la Reichswehr et des corps francs.
Il poursuit sa carrière comme responsable d'une unité bavaroise d'ingénieurs. Puis, Adam occupe divers postes au sein de l'armée allemande, comme des postes d'agent de liaison au ministère militaire de Bavière et commandant d'un bataillon d'infanterie dans le 20e régiment (bavarois) d'infanterie (de). En 1930, il est promu au grade de Generalmajor. Par la suite, il prend la tête du Truppenamt (en), devenant ainsi chef de l'état-major général.
En 1933, Wilhelm Adam fait partie des généraux hostiles à Adolf Hitler. La même année, il est remplacé par le général Ludwig Beck au poste de chef de l'état-major général et prend le commandement du Wehrkreis VII (district militaire de Munich). Adam continue à entretenir de mauvaises relations avec Hitler. En effet, il est jugé trop proche de Kurt von Schleicher, ancien Chancelier du Reich qui est assassiné en 1934 durant la Nuit des Longs Couteaux. Malgré cela, Wilhelm Adam est nommé à la tête de la Führerschule der gesamten Wehrmacht, académie de la Wehrmacht ouverte la même année. Par la suite, il devient le commandant en chef de la frontière ouest et est chargé de construire le Westwall, une ligne de fortifications bordant la frontière française. À partir de 1937, Adam commence à s'opposer ouvertement à la politique étrangère et aux plans militaires d'Hitler. D'après Nicolaus von Below, l'un des adjudants du Führer, l'opposition d'Adam était connue d'Hitler. Toutefois, le général n'est pas touché par les purges qui touchent l'armée en 1938 après le limogeage du Generalfeldmarschall Werner von Blomberg et du général Werner von Fritsch. Le 27 aout 1938, Hitler effectue une tournée d'inspections du Westwall et Wilhelm Adam le reçoit à Aix-la-Chapelle. Au lieu de lui détailler l'avancement des travaux des fortifications, Adam se livre à une critique générale de la politique d'Hitler qui débouche sur une violente dispute entre les deux hommes. Le général est relevé de son commandement en novembre 1938 et est remplacé par Erwin von Witzleben. Adam prend sa retraite le 31 décembre 1938, mais il est rappelé pour le service le 26 août 1939. Après plusieurs années de mise à disposition de l'armée, il prend sa retraite en 1943 et meurt en 1949 à Garmisch-Partenkirchen.

## Promotions militaires
- Fähnrich - 28 janvier 1898
- Leutnant - 10 mars 1899
- Oberleutnant - 28 octobre 1905
- Hauptmann - 1er octobre 1911
- Major - 14 décembre 1917
- Oberstleutnant - 1er février 1923
- Oberst - 1er février 1927
- Generalmajor - 1er février 1930
- Generalleutnant - 1er décembre 1931
- General der Infanterie - 1er avril 1935
- Generaloberst - 1er janvier 1939

## Mémoire
Les mémoires non publiées d'Adam ont été préservées pendant de nombreuses années dans un monastère bavarois. Elles sont maintenant conservées à l'Institut d'histoire contemporaine, à Munich, sous le nom de dossier ED109/2.